# Antônio Barbosa
Antônio Barbosa SDB (* 10. Mai 1911 in São Paulo; † 3. Mai 1993 in Campo Grande, Mato Grosso do Sul) war ein brasilianischer Ordensgeistlicher und römisch-katholischer Erzbischof von Campo Grande.

## Leben
Antônio Barbosa trat der Ordensgemeinschaft der Salesianer Don Boscos bei und empfing am 6. Dezember 1936 die Priesterweihe.
Am 23. Januar 1958 ernannte ihn Papst Johannes XXIII. zum ersten Bischof des neugegründeten Bistums Campo Grande, die Bischofsweihe spendete ihm der Apostolische Nuntius in Brasilien, Erzbischof Armando Lombardi, am 1. Mai desselben Jahres. Mitkonsekratoren waren der KoadjutorErzbischof von Belo Horizonte, João Resende Costa SDB, und der Bischof von Petrolina, Antônio Campelo de Aragão SDB.
Er nahm an allen vier Sitzungsperioden des Zweiten Vatikanischen Konzils als Konzilsvater teil.
Mit der Erhebung des Bistums Campo Grande zum Erzbistum am 27. November 1978 wurde Barbosa dessen erster Erzbischof. Am 12. Dezember 1986 nahm Papst Johannes Paul II. seinen altersbedingten Rücktritt an.